# Benavides (Spanyolország)
Benavides település Spanyolországban, León tartományban. Lakosainak száma 2342 fő (2024).

## Földrajza
Benavides Villares de Órbigo, San Justo de la Vega, Villaobispo de Otero, Villamejil, Quintana del Castillo, Turcia és Santa Marina del Rey községekkel határos.

## Népesség
A település lakosságának változását az alábbi diagram mutatja:
| Lakosok száma | 3024 | 2929 | 2895 | 2854 | 2740 | 2666 | 2522 | 2455 | 2390 | 2342 |
|               | 2001 | 2004 | 2007 | 2009 | 2012 | 2014 | 2017 | 2019 | 2022 | 2024 |